# Harald Zanker
Harald Zanker (* 3. Februar 1964 in Mühlhausen/Thüringen) ist ein deutscher Politiker (SPD). Er war von 1994 bis 2024 Landrat des Unstrut-Hainich-Kreises.

## Leben
Zanker wuchs als Sohn eines Bergmanns und einer Arbeiterin auf und wurde römisch-katholisch erzogen. Er absolvierte eine Ausbildung zum Elektronikfacharbeiter und wurde mit 18 Jahren Mitglied der SED. Bei den Kommunalwahlen in der DDR 1989 wurde er zum Bürgermeister von Kaisershagen bei Mühlhausen gewählt. Nach der politischen Wende wurde Zanker, inzwischen aus der SED ausgetreten, bei den Kommunalwahlen 1990 im Amt bestätigt. 1992 trat er in die SPD ein. Seit der Wahl im Jahr 1994, bei der er den damaligen Amtsinhaber Hilfreich Reinhold (CDU) ablöste, ist er Landrat des Unstrut-Hainich-Kreises. Zu diesem Zeitpunkt war er mit 30 Jahren jüngster Landrat Deutschlands sowie der einzige SPD-Landrat Thüringens.
Bei den Kommunalwahlen in den Jahren 2000, 2006, 2012 und 2018 wurde Zanker jeweils als Landrat wiedergewählt. Am 15. Juli 2013 erklärte das Verwaltungsgericht Weimar die dritte Wiederwahl Zankers im Jahr 2012 für ungültig, da es in der Wahlkampfunterstützung durch örtliche Bürgermeister einen Verstoß gegen die Wahlrechtsordnung sah. Das Oberverwaltungsgericht Weimar hob dieses Urteil im November 2014 auf.
Am 17. August 2017 wurde Zanker durch den SPD-Landesvorsitzenden Andreas Bausewein für den neu geschaffenen Posten eines Staatssekretärs für die Gebietsreform in Thüringen vorgeschlagen. Er erklärte jedoch vier Tage später seinen Verzicht auf den Posten.
Bei der Landratswahl am 9. Juni 2024 verlor Zanker im zweiten Wahlgang gegen den Kandidaten Thomas Ahke (Freie Wählergemeinschaft) mit 43 % zu 57 %. Den ersten Wahlgang hatte Zanker noch klar gewonnen, aber keine absolute Mehrheit erreicht.
Seit April 2013 ist Zanker mit der Grundschullehrerin Claudia Zanker verheiratet, welche von 2016 bis 2021 Kreisvorsitzende der SPD im Unstrut-Hainich-Kreis war.